# Mycodrosophila helenae
Mycodrosophila helenae är en tvåvingeart som beskrevs av Bock 1980. Mycodrosophila helenae ingår i släktet Mycodrosophila och familjen daggflugor. Inga underarter finns listade i Catalogue of Life.